# Stazione di Trieste Airport
La stazione di Trieste Airport è una fermata ferroviaria della linea Venezia-Trieste a servizio dell'aeroporto di Trieste-Ronchi dei Legionari.

## Storia
I lavori per la sua costruzione iniziarono nel gennaio 2017. Complessivamente costò 17,2 milioni di euro, finanziati dal pubblico per 14,2 milioni e da collaborazioni pubblico-privato per i restanti 3 milioni.
Fu aperta al servizio pubblico il 19 marzo 2018. In occasione della cerimonia inaugurale, alcune tabelle riportavano il precedente nome provvisorio di Trieste-Airport Ronchi dei Legionari.

## Strutture e impianti
La fermata dispone di due binari passanti, entrambi serviti da marciapiedi lunghi 400 m e alti 55 cm rispetto al piano binari.
L'impianto fa parte dell’omonimo polo intermodale, collegato all’aeroporto di Trieste–Ronchi dei Legionari. Ne fanno parte:
- un'autostazione con sedici stalli per autobus
- un parcheggio a raso con 1000 posti auto
- un parcheggio multipiano con altri 500 posti auto[1].

La fermata è collegata all’aeroporto tramite una passerella lunga 425 m, che scavalca la strada statale 14 della Venezia Giulia. Fa parte delle "stazioni senza barriere", ossia quelle attrezzate per consentire l'accesso a persone con disabilità o a ridotta mobilità.

## Movimento
La fermata è servita da treni regionali svolti da Trenitalia nell'ambito del contratto di servizio stipulato con la regione Friuli-Venezia Giulia, nonché da collegamenti a lunga percorrenza gestiti da Trenitalia e NTV con destinazioni Milano, Torino, Roma e Napoli.
La fermata è inoltre servita da treni Micotra (Villaco-Trieste) e treni regionali transfrontalieri Udine-Lubiana.